# Diaea variabilis
Diaea variabilis là một loài nhện trong họ Thomisidae.
Loài này thuộc chi Diaea. Diaea variabilis được Ludwig Carl Christian Koch miêu tả năm 1875.